# Leucospis yasumatsui
Leucospis yasumatsui är en stekelart som beskrevs av Akinobu Habu 1961. Leucospis yasumatsui ingår i släktet Leucospis och familjen Leucospidae. Inga underarter finns listade i Catalogue of Life.